# Verdenosa de la Polvorosa
Verdenosa de la Polvorosa fue una localidad española, hoy día integrada en el municipio de Santa María de la Vega.

## Historia
Hacia comienzos del siglo XX, el lugar, por entonces referido como una localidad perteneciente al ayuntamiento de Morales del Rey, tenía contabilizada una población de 346 habitantes. Aparece descrito en La provincia de Zamora: guía geográfica, histórica y estadística de la misma (1905) de Felipe Olmedo y Rodríguez con las siguientes palabras:

Verdenosa DE LA POLVOROSA.—Lugar agregado al Ayuntamiento de Morales de Rey, constituído por 147 edificios y albergues y 346 habitantes. Recibe y expide la correspondencia por peatón de Benavente. Carece de escuela. Depende de la Diócesis de Astorga. Dista tres kilómetros de Morales de Rey, su cabeza de distrito municipal. La agricultura y la ganadería son sus únicas industrias.
(Olmedo y Rodríguez, 1905, p. 391)

En 1925, se desgajó de Morales del Rey y, junto con Redelga de la Polvorosa, formó el municipio de Santa María de la Vega.